# Sierra de San Cristóbal
La sierra de San Cristóbal es una sierra de la provincia de Cádiz (Andalucía, España), ubicada en el límite de los términos municipales de Jerez de la Frontera y El Puerto de Santa María.

## Fauna y flora

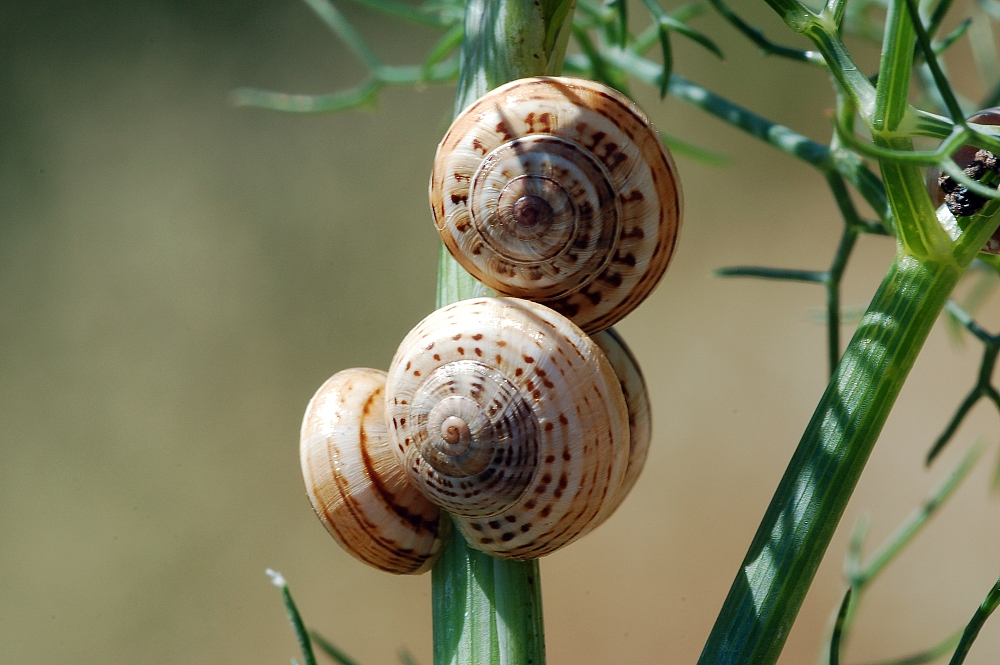
Caracoles.

Destacan las extensiones de matorral, especialmente la retama, hábitat idóneo para el camaleón. También hay pinares y eucaliptos.
La fauna existente consiste en diversas especies típicas del ecosistema mediterráneo circundante: diversos insectos, lagartijas, culebras, pequeños mamíferos (roedores, erizo, murciélagos), destacando la avifauna: cernícalo, passeriformes, garcillas, lechuza, etc.
Entre los invertebrados destaca el caracol Theba pisana subespecie arietina, endémica de esta sierra.

## Patrimonio cultural

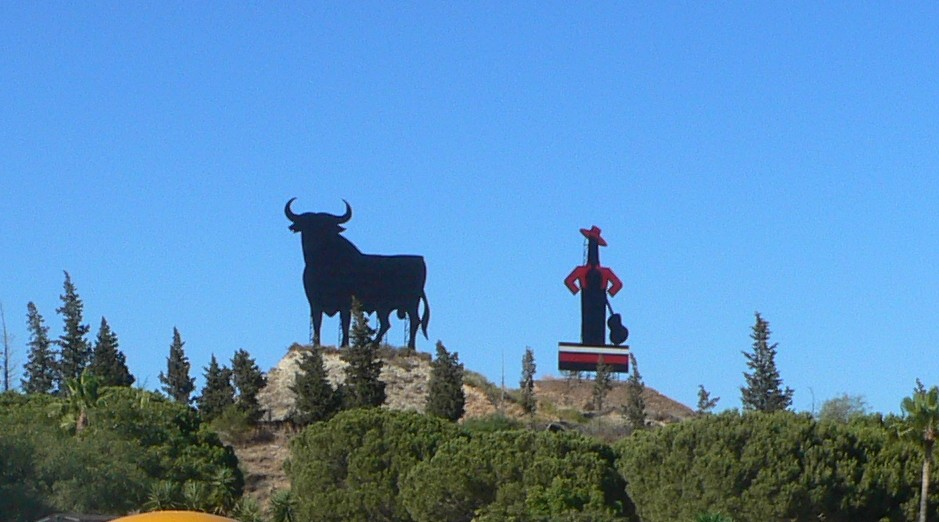
Toro de Osborne y Tío Pepe sobre la sierra de San Cristóbal.

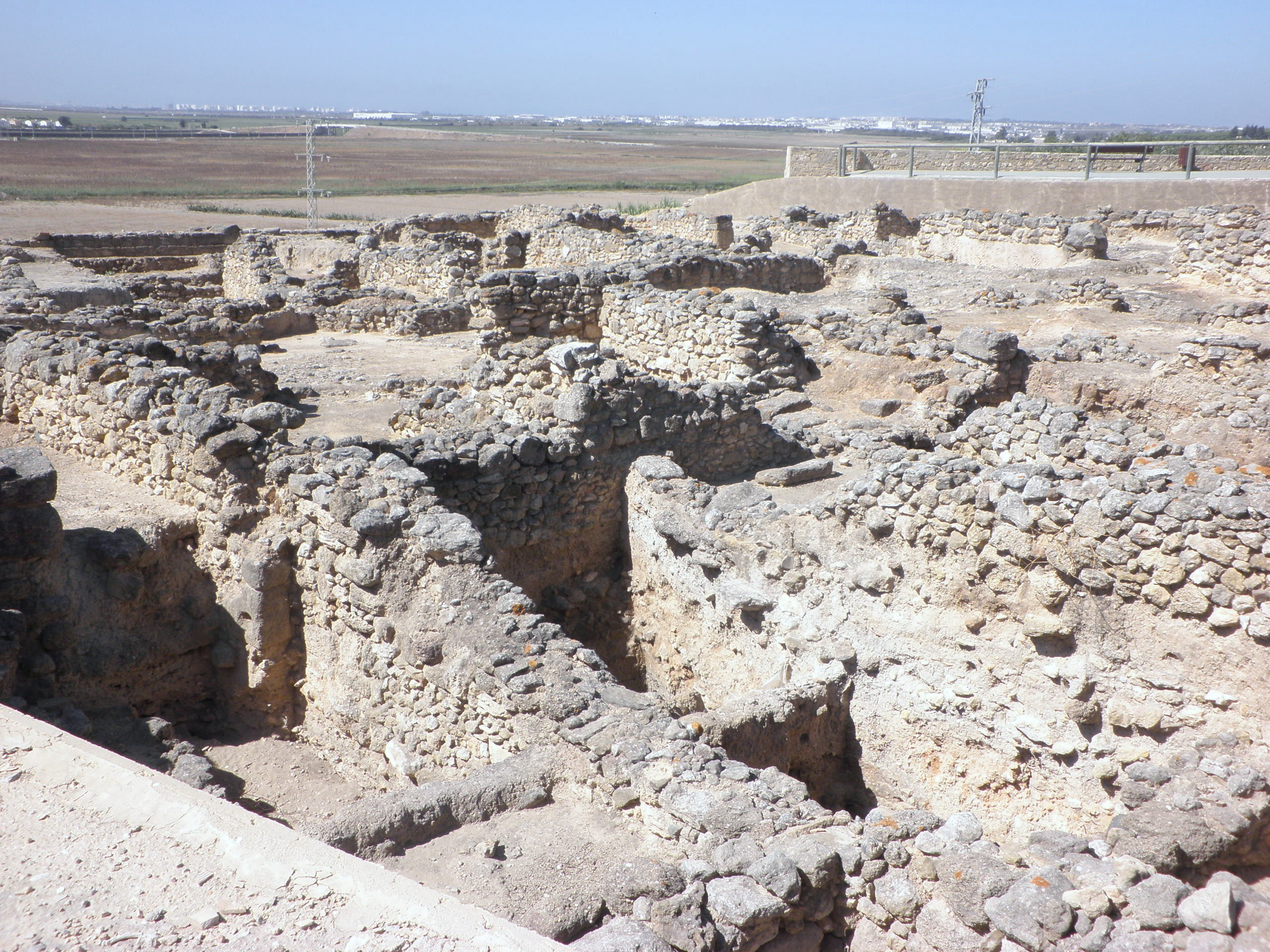
Yacimiento arqueológico de Doña Blanca.

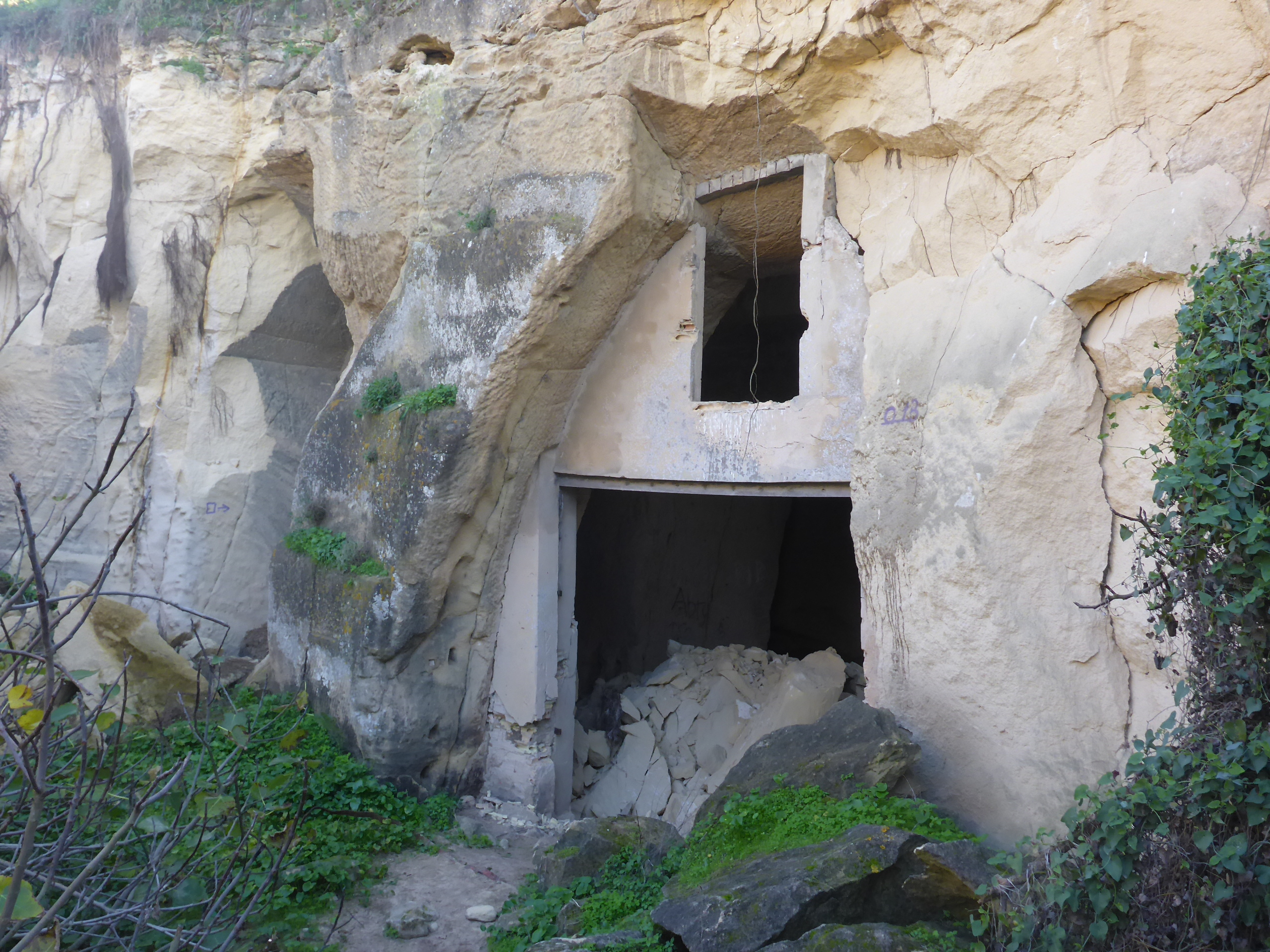
Cueva.

En la misma se hallan unas canteras donde se extraía piedra para los principales edificios que surgieron entre los siglos XVI y XVIII en las ciudades más próximas (incluyendo las catedrales de Jerez y Sevilla). Con este material se erigió una parte del  ayuntamiento de Sevilla (renacentista). Estas canteras son uno de los lugares más relevantes dentro del patrimonio industrial de Andalucía. Actualmente, la cantera la abarca la denominada "Planta de Reciclaje de Residuos de Obras y Demolición".
En ella también se ubica un polvorín del ejército español (rancho La Bola) lugar al que se traslada el armamento restante tras la explosión del polvorín en Cádiz de 1947.
Cerca de la pedanía jerezana de El Portal se encuentra un Poblado de las Cuevas, las cuales han recibido nombres (“de la Mujer”, “del Gigante”, “de la Luz Divina”). Las cuevas fueron visitadas por el rey Alfonso XIII en 1930 (que las catalogó como "las cuevas más grandes y maravillosas que he visto", y mando levantar un parador en el lugar), y estuvieron habitadas hasta 1986. Posteriormente, hubo un intento de realizar “parque temático” arqueológico y paisajístico, que finalmente no llegó a realizarse.
En la sierra se encuentran restos arqueológicos del siglo III a. C. pertenecientes a un poblado turdetano, además de una necrópolis. En lo que se llama el Poblado de Las Cumbres. No lejos se encuentra el yacimiento arqueológico de Doña Blanca, donde está una bodega de más de 2000 años.
En la sierra de San Cristóbal, en una de sus últimas estribaciones próximas a Jerez de la Frontera, donde un pequeño cerro de gran altura de nombre El Pinillo, se levantó el Balneario de San Telmo (1889-1911).
También aloja unos depósitos de agua procedente de Los Hurones.

## Turismo

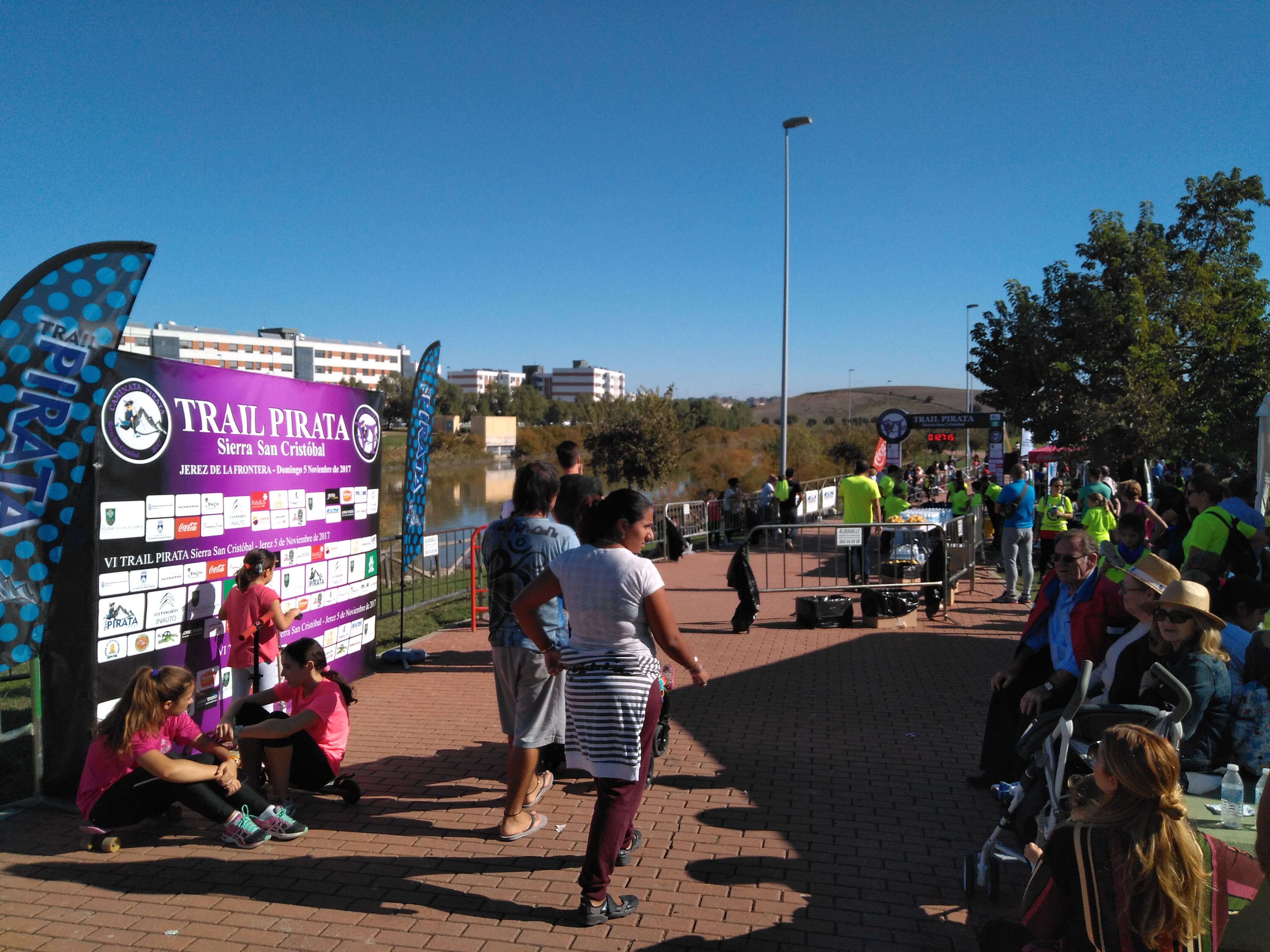
Llegada del Trail Pirata 2017.

Recientemente se están realizando actividades de turismo activo, como el "Trail Pirata" anual.
Igualmente, está impulsando un proyecto para poner en valor la zona, incluida la Ribera del Guadalete y Yacimiento de Doña Blanca bajo el nombre de "Tierras de Sidueña"

## Conservación

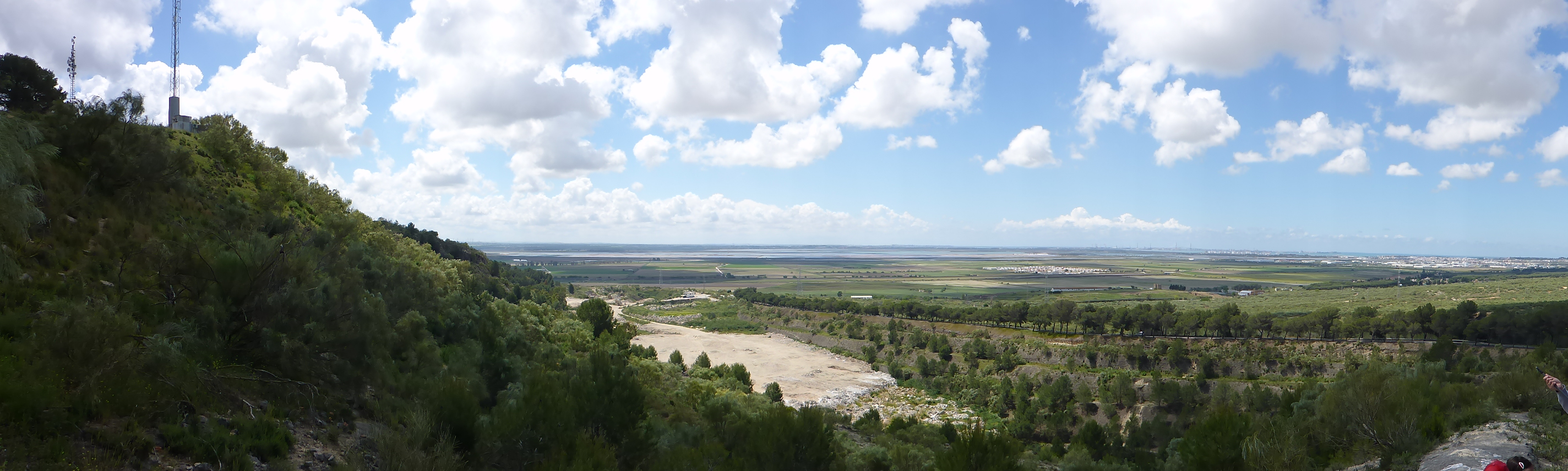
Sierra y Bahía de Cádiz.

La falta de escrúpulos de los vecinos ha provocado que se acumule basura en vertederos incontrolados.

## Véase también

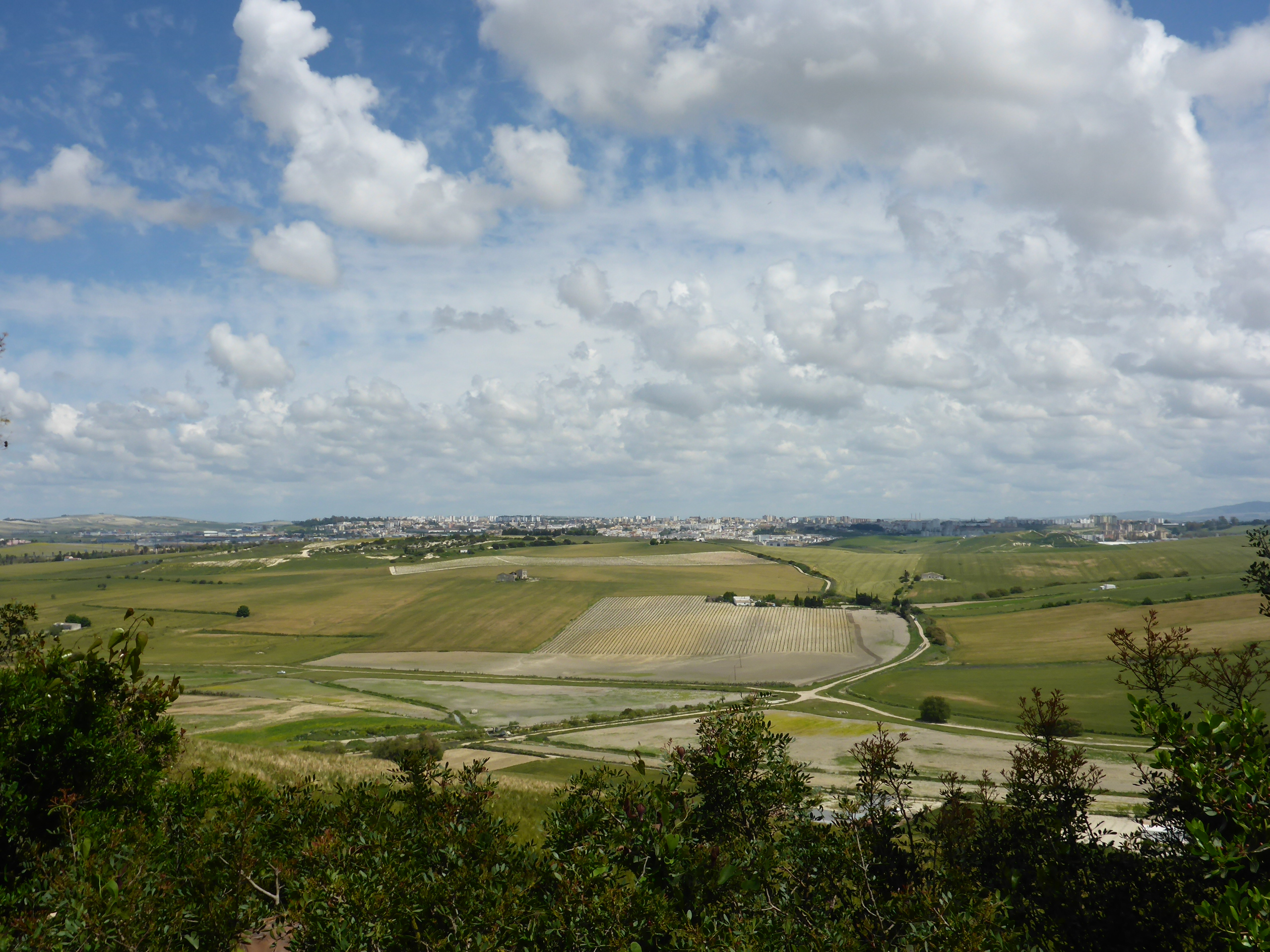
Jerez de la Frontera desde la Sierra de San Cristóbal.